# 増田未亜
増田 未亜（ますだ みあ、1972年5月6日 - ）は、大阪府出身（出生は鹿児島県）の女優、元アイドル。一時期「増田みあ」名義で活動していたこともある。

## 略歴
- 小学6年生の頃、関西の児童劇団に入団。
- 1987年4月、関西テレビ『はずめ!イエローボール』でテレビドラマ初主演、テニスに打ち込む少女役を演じた。その後上京し、数々のテレビドラマで少女役として出演。
- 東京都立代々木高等学校（現在は廃校）卒業。
- 1988年、河崎実監督のオリジナルビデオ『地球防衛少女イコちゃん2 ルンナの秘密』で、菅河イコ（すげかわ いこ）役で主演[1]。
- 1989年4月、シングル『ハートは水色』でアイドル歌手デビュー。キャッチコピーは「ハートにやさしいビスケット・ボイス」。
- 1989年4月、はぐれ刑事純情派第2シリーズ 第2話「悲しき15歳・春を売る少女」で一万円で処女売春するシーンを演じた。
- 1992年3月にシングルベストアルバム「Hot Sweet Memory」発売。以降、CD・レコード発売が途切れ、女優業が主となるが、所属事務所がなかなか固定しない状況でもあった。NAC（現エヌ・エー・シー）（デビュー - 1990年まで）→ウエストビレッジ（1991年 - 1994年まで）→スマイルフォリオ（現ブルーミングエージェンシー）（1994年 - 不明）→オフィスナカヒラタ（1997年 - 不明）→スーパービジョン（2000年 - ）
- 1997年、5年ぶりの写真集『Mia × More』で、セミヌード姿を披露。
- 2002年、東海テレビ制作の昼ドラマ『真珠夫人』で、荘田美奈子役を演じる。2006年、同じ放送枠である昼ドラマ『偽りの花園』にも後半から出演。なお、1991年にも同じ放送枠のドラマ『華の誓い』の前半部分で、主役女性の少女時代を演じた。
- 2006年10月からの連続テレビ小説『芋たこなんきん』にて、主人公の叔母「花岡文代」を演じる。
- 2007年3月27日以降、公式ブログは更新されず、後に削除された。

## 出演

### テレビドラマ

#### 連続ドラマ
- 阪急ドラマシリーズ はずめ!イエローボール（1987年4月 - 9月、関西テレビ）
- 春日局（1989年、NHK総合）
- 水戸黄門（TBS）
  - 第20部 第13話「ドジな男の恩返し・高知」（1991年2月4日） - お糸 役
  - 第21部 第11話「姫君替玉大作戦・阿蘇」（1992年6月15日） - お妙 役
- 華の誓い（1991年7月 - 8月、東海テレビ）- 島村(小田桐）雪子 少女時代）役
- コラ!なんばしよっと（NHK総合）
  - 第1シリーズ（1992年6月）
  - 第2シリーズ（1993年6月）
  - 第3シリーズ（1997年10月 - 11月）
- 腕におぼえあり3（1993年、NHK総合） - おさと 役
- 東芝日曜劇場 カミさんの悪口2（1995年1月 - 3月、TBS）
- パパ・サヴァイバル（1995年7月 - 9月、TBS）
- ドラマ新銀河（NHK）
  - 愛情旅行（1997年3月）- 後藤美咲 役
- 友達の恋人（1997年4月 - 6月、TBS）
- ドラマ30 家族曲線（1998年10月 - 11月、中部日本放送）
- 真珠夫人（2002年4月 - 6月、東海テレビ） - 荘田美奈子役
- 警視庁鑑識班2004（2004年1月 - 3月、日本テレビ） - 警視庁科学捜査研究所技官・青木英美子役
- 偽りの花園（2006年5月 - 6月、東海テレビ） - 藤原とき子 役
- 芋たこなんきん（2006年10月 - 2007年3月、NHK総合） - 花岡文代 役

他

#### 単発ドラマ・ゲスト出演等
- マドンナ先生はロックンローラー!（1987年12月29日、テレビ朝日系）
- はぐれ刑事純情派 第2シリーズ 第2話「悲しき15歳・春を売る少女」（1989年4月12日、テレビ朝日系） - 野沢幸恵 役
- 水曜グランドロマン「新米ホームヘルパー苑子の体験」（1990年11月21日、日本テレビ）
- 世にも奇妙な物語 第2シリーズ 第6回「黒魔術」（1991年2月14日、フジテレビ）
- ひとの不幸は蜜の味 第11話（1994年、TBS） - 中村正子 役
- 木曜の怪談「ゴーストハンター早紀」（1996年、フジテレビ）
- 宮沢賢治　銀河の旅びと（1996年、NHK総合）
- 金曜エンタテイメント（フジテレビ）
  - 山村美紗ミステリー 京都恋人形殺人事件（1997年3月7日）
  - 京都女優シリーズ7 新選組殺人事件（2004年7月16日）
  - 名司会者・寿鶴子 殺人スピーチ（2005年6月24日）
- 火曜サスペンス劇場（日本テレビ）
  - 警視庁鑑識班5 白い小鳥に込めた母への愛 誕生日に殺された少年の心の叫び（1998年） - 江島智子 役
  - 出戻り弁護士（2002年2月19日）
- 女子刑務所東三号棟（1998年6月29日、TBS）　- 寺本奈緒 役
- 科捜研の女3 第7話（2001年12月13日、テレビ朝日） - 岸田萌 役
- よい子の味方（2004年6月 - 7月、TBS）数回出演？
- 土曜ワイド劇場 西村京太郎トラベルミステリー 愛と殺意の津軽三味線（2005年1月8日） - 沢田操 役
- 魔弾戦記リュウケンドー（2006年5月、テレビ愛知他）
- 二千人の孤児の母 澤田美喜物語 母たることは地獄のごとく（2006年8月15日、日本テレビ）
- 新・細うで繁盛記2（2007年2月23日、フジテレビ）

他

### 映画
- (アニメ)Pink みずドロボウあめドロボウ (ピンク、1990年、東映まんがまつり)
- 新・童貞物語 ホンコンバージンボーイ（1990年、バンダイ）
- 新・童貞物語2 Close to you あなたのそばに（1991年、バンダイ）
- 狗神（2001年、東宝）
- 悪名 AKUMYOH（2001年、イップ・エンターテイメント）
- 血を吸う宇宙（2001年、オメガ・ピクチャーズ）
- 3on3（2003年、ケイエスエス）

他

### オリジナルビデオ
- 地球防衛少女イコちゃん2 ルンナの秘密（1988年）
- 地球防衛少女イコちゃん3 大江戸大作戦（1990年）
- 地球防衛少女イコちゃん コンプリートDVD（2000年）
- 地球防衛少女イコちゃん ロストフィルムズDVD（2001年）
- 難波金融伝・ミナミの帝王 ブランドの重圧（2006年）
- 恋は実家じゃ生まれない（2006年2月 - 4月、ネット配信（NET CINEMA））

他

### 舞台
- 近松心中物語「それは恋」（1986年）
- 小公子セディ（1988年）
- アンデルセン物語（1993年）
- 異本竹取物語（2000年）
- マリア、映画館、襲撃・・そして優しい闇の訪れ（2001年）
- 逆さまの輪（クレネリ ZERO FACTORY 第2回公演、2002年）

他

### ラジオドラマ
NHK-FM
- アドベンチャーロード 
  - 西遊妖猿伝（1989年10月）
  - 続・西遊妖猿伝（1990年3月）

- サウンド夢工房
  - 恐怖の館／日本現代編（1990年8月）
  - 花をめぐる5つの短編（1990年10月）
  - キャロル（1991年1月）
  - いつも誰かが…（1991年9月）

- 青春アドベンチャー
  - ふたり(1993年7月)
  - 分身（1998年6月）
  - ネオ・ファウスト（2000年12月28・29日） ※前・後篇 各50分バージョン
  - 不思議屋薬品店（2002年11月）

- FMシアター
  - カモメの駅から（1990年3月）
  - 黒ねこルドルフの冒険（1990年5月）
  - 続・黒ねこルドルフの冒険（1990年11月）
  - クジラがいた日々(1991年12月)
  - 川のほとりで ― 夏草ひろしま覚え書き（1992年8月）
  - ガンバとカワウソの冒険（1993年5月）
  - アンジェリーナ：佐野元春と3つの短編（1993年10月）
  - 冒険者たち（1994年5月）
  - ここではないどこかへ（1994年8月）
  - 四月猫ヒノキの冒険（1996年5月）
  - シェルシーカーズ（1996年12月）
  - かつて海だった街（1999年9月）
  - 誰がパロミノ・モレーロを殺したか（2001年9月）
  - KIRA（2004年7月）
  - アマンドラ（2005年9月）

- 特選オーディオドラマ
  - ネオ・ファウスト（2002年3月20日） ※90分バージョン

TBSラジオ
- ラジオ図書館
  - 伊豆の踊子（1991年11月）- 薫

TOKYO FM
- 踊って泣いたあの子は（1990年5月）
- ON THE WAY COMEDY 道草
  - Vol.233「もっとがんばれ！誠さん・初恋」（2006年7月）
- 泣きたいときのクスリ2008
  - 第5週「エリカの話」（2008年12月1日 - 4日） - 美紗絵 役
- 貫地谷しほりのラジオ劇団・小さな奇跡
  - 「思い込み男」第1話（2010年1月25日） - サオリ 役

他、多数

### テレビCM
- ワーナーランバート「ホールズ・マスカット」（1994年）女忍者姿を披露。
- たらみ 「くだものゼリー」（1994年）

他

## ディスコグラフィー

### シングル
| #              | 発売日         | タイトル         | B面                          | 規格           | 規格品番       |
| 日本コロムビア | 日本コロムビア | 日本コロムビア   | 日本コロムビア               | 日本コロムビア | 日本コロムビア |
| -------------- | -------------- | ---------------- | ---------------------------- | -------------- | -------------- |
| 1st            | 1989年4月28日  | ハートは水色     | 夏の忘れもの                 | EP             | AH-5037        |
| 1st            | 1989年4月28日  | ハートは水色     | 夏の忘れもの                 | 8cmCD          | CA-8211        |
| 2nd            | 1989年8月1日   | 夏の瞳DOKI・DOKI | グッバイの季節               | EP             | AH-5057        |
| 2nd            | 1989年8月1日   | 夏の瞳DOKI・DOKI | グッバイの季節               | 8cmCD          | CA-8290        |
| 3rd            | 1989年11月1日  | 冬のウインド     | レイニィ・デイ               | 8cmCD          | CA-8349        |
| 4th            | 1990年2月21日  | ハピネス物語     | 恋まで5センチ                | 8cmCD          | CA-8396        |
| 5th            | 1990年5月21日  | 電撃的ロマンス   | 雨の日の三日月               | 8cmCD          | CODA-8513      |
| 6th            | 1990年7月7日   | 水玉のアンブレラ | おとめはミステリー           | 8cmCD          | CODC-8560      |
| 7th            | 1990年9月1日   | アブナイ♡CANDY   | 気ままな瞳                   | 8cmCD          | CODA-8576      |
| 8th            | 1991年1月1日   | 優しいソレイユ   | ティンカーベルは待ちきれない | 8cmCD          | CODA-8643      |
| 9th            | 1991年3月21日  | 心のBirthday     | 5月の秋風                    | 8cmCD          | CODA-8686      |

### シングルビデオ
| #              | 発売日         | タイトル       | B面            | 規格           | 規格品番       |
| 日本コロムビア | 日本コロムビア | 日本コロムビア | 日本コロムビア | 日本コロムビア | 日本コロムビア |
| -------------- | -------------- | -------------- | -------------- | -------------- | -------------- |
| 1st            | 1991年4月      | 心のBirthday   | スクールデイズ | VHS            | COVA-4030      |

### アルバム

#### オリジナルアルバム
| #              | 発売日         | タイトル       | 規格           | 規格品番       |
| 日本コロムビア | 日本コロムビア | 日本コロムビア | 日本コロムビア | 日本コロムビア |
| -------------- | -------------- | -------------- | -------------- | -------------- |
| 1st            | 1989年8月21日  | PURE           | CD             | CA-3831        |
| 2nd            | 1990年3月21日  | HAPPINESS      | CD             | CA-4705        |
| 3rd            | 1990年9月21日  | SKIP           | CD             | COCA-6838      |
| 4th            | 1991年4月1日   | Boys & Girls   | CD             | COCA-7392      |

#### ミニアルバム
| #              | 発売日         | タイトル          | 規格           | 規格品番       |
| 日本コロムビア | 日本コロムビア | 日本コロムビア    | 日本コロムビア | 日本コロムビア |
| -------------- | -------------- | ----------------- | -------------- | -------------- |
| 1st            | 1990年6月21日  | IKOCHAN SONG BOOK | CD             | COCA-5101      |

#### ベストアルバム
| #              | 発売日         | タイトル                                        | 規格           | 規格品番       |
| 日本コロムビア | 日本コロムビア | 日本コロムビア                                  | 日本コロムビア | 日本コロムビア |
| -------------- | -------------- | ----------------------------------------------- | -------------- | -------------- |
| 1st            | 1992年3月21日  | Hot Sweet Memory 〜MIA MASUDA BEST COLLECTION〜 | CD             | COCA-9673      |
| 2nd            | 2011年5月18日  | 増田未亜 ゴールデン☆ベスト                      | CD             | COCP-36764     |

#### オムニバスアルバム
- キューティーズ・クリスマス (1988年11月1日)

島田奈美、志村香、白田あゆみ、後藤久美子、守谷香
- キューティーズ・イン・サマー (1989年7月1日)

国実百合、磯崎亜紀子、森恵、守谷佳央理
- Cuties in Variation (1989年11月21日)

BANANA、守谷佳央理、山中すみか、磯崎亜紀子
- 地球防衛少女イコちゃん ミュージックファイル (1995年10月1日)

本CDのみ、バップより発売

### タイアップ一覧
| 曲名               | タイアップ                                                             | 収録作品                     |
| ------------------ | ---------------------------------------------------------------------- | ---------------------------- |
| ハピネス物語       | 映画『新・童貞物語 ホンコンバージンボーイ』主題歌                      | シングル「ハピネス物語」     |
| 水玉のアンブレラ   | '90東映アニメフェア『Pink みずドロボウあめドロボウ』エンディングテーマ | シングル「水玉のアンブレラ」 |
| おとめはミステリー | '90東映アニメフェア『Pink みずドロボウあめドロボウ』イメージソング     | シングル「水玉のアンブレラ」 |
| 優しいソレイユ     | オリジナルビデオ『新・童貞物語2』主題歌                                | シングル「優しいソレイユ」   |

## 書籍

### 写真集
- HAPPINESS（1990年、近代映画社）ISBN 4764816466 撮影：野々村智夫
- 午睡（シエスタ）の風（1991年、学研） 撮影：今村敏彦
- 南へ SOUTHING（1992年、ワニブックス）ISBN 4847022491 撮影：今村敏彦
- MIA × MORE（1997年、バウハウス）ISBN 4894611090 撮影：山内順仁

### その他
- 増田未亜パーフェクトブック（1989年、宝島社）ISBN 4880636223
- 地球防衛少女イコちゃん2 PERFECT BOOK （バンダイ）
- 地球防衛少女イコちゃん大江戸大作戦パーフェクトブック （角川書店）